# CL-526
La CL-526 pertenece a la Red Básica de carreteras de la Junta de Castilla y León que transcurre desde Ciudad Rodrigo hasta la El Payo en el límite con la C. A. de Extremadura.
Esta carretera se corresponde con el primer tramo de la antigua C-526.

## Recorrido
La carretera CL-526 atraviesa en sus 43 kilómetros de recorrido las localidades de Ciudad Rodrigo, Robleda, y Villasrubias finalizando en el término municipal de El Payo, en el límite con la C. A. de Extremadura, continuando la vía por la EX-109.
| Ciudad Rodrigo - L. P. Cáceres | Ciudad Rodrigo - L. P. Cáceres | Ciudad Rodrigo - L. P. Cáceres     | Ciudad Rodrigo - L. P. Cáceres | Ciudad Rodrigo - L. P. Cáceres                     | Ciudad Rodrigo - L. P. Cáceres                     | Ciudad Rodrigo - L. P. Cáceres                     | Ciudad Rodrigo - L. P. Cáceres                     | Ciudad Rodrigo - L. P. Cáceres | Ciudad Rodrigo - L. P. Cáceres | Ciudad Rodrigo - L. P. Cáceres |
| Esquema                        | PK                             | Sentido L. P. Cáceres              | Sentido L. P. Cáceres          | Sentido L. P. Cáceres                              | Sentido L. P. Cáceres                              | Sentido Ciudad Rodrigo                             | Sentido Ciudad Rodrigo                             | Sentido Ciudad Rodrigo         | Sentido Ciudad Rodrigo         | Incidencias                    |
| Esquema                        | PK                             | Velocidad                          | Elemento                       | Salida                                             | Salida                                             | Salida                                             | Salida                                             | Elemento                       | Velocidad                      | Incidencias                    |
| Esquema                        | PK                             | Velocidad                          | Elemento                       | Dir.                                               | Nombre                                             | Nombre                                             | Dir.                                               | Elemento                       | Velocidad                      | Incidencias                    |
| ------------------------------ | ------------------------------ | ---------------------------------- | ------------------------------ | -------------------------------------------------- | -------------------------------------------------- | -------------------------------------------------- | -------------------------------------------------- | ------------------------------ | ------------------------------ | ------------------------------ |
|                                | 0,0                            |                                    |                                |                                                    | Ciudad Rodrigo                                     | Ciudad Rodrigo                                     |                                                    |                                |                                |                                |
|                                | 0,0                            | Carpio de Azaba Portugal Salamanca |                                |                                                    |                                                    |                                                    |                                                    |                                |                                |                                |
|                                | 0,0                            | Robleda Cáceres                    |                                |                                                    |                                                    |                                                    |                                                    |                                |                                |                                |
|                                | 0,9                            |                                    |                                | CIUDAD RODRIGO                                     | CIUDAD RODRIGO                                     | CIUDAD RODRIGO                                     | CIUDAD RODRIGO                                     |                                |                                |                                |
|                                | 1,1                            |                                    |                                | Gallegos de Argañán                                | Gallegos de Argañán                                | Gallegos de Argañán                                | Gallegos de Argañán                                |                                |                                |                                |
|                                | 1,3                            |                                    |                                | Águeda                                             | Águeda                                             | Águeda                                             | Águeda                                             |                                |                                |                                |
|                                | 1,7                            |                                    |                                | Pastores Martiago                                  | Pastores Martiago                                  | Pastores Martiago                                  | Pastores Martiago                                  |                                |                                |                                |
|                                | 12,3                           |                                    |                                | El Bodón (Norte)                                   | El Bodón (Norte)                                   |                                                    |                                                    |                                |                                |                                |
|                                | 13,7                           |                                    |                                |                                                    | Fuenteguinaldo Navasfrías                          | Fuenteguinaldo Navasfrías                          |                                                    |                                |                                |                                |
|                                | 13,7                           | El Bodón (Sur)                     |                                |                                                    |                                                    |                                                    |                                                    |                                |                                |                                |
|                                | 14,2                           |                                    |                                |                                                    |                                                    | El Bodón (Sur)                                     | El Bodón (Sur)                                     |                                |                                |                                |
|                                | 17,3                           |                                    |                                | El Sahugo Presa de Irueña                          | El Sahugo Presa de Irueña                          | El Sahugo Presa de Irueña                          | El Sahugo Presa de Irueña                          |                                |                                |                                |
|                                | 20,3                           |                                    |                                | Río Águeda                                         | Río Águeda                                         | Río Águeda                                         | Río Águeda                                         |                                |                                |                                |
|                                | 24,9                           |                                    |                                | ROBLEDA                                            | ROBLEDA                                            | ROBLEDA                                            | ROBLEDA                                            |                                |                                |                                |
|                                | 25,1                           |                                    |                                | El Sahugo                                          | El Sahugo                                          | El Sahugo                                          | El Sahugo                                          |                                |                                |                                |
|                                | 25,3                           |                                    |                                | Fuenteguinaldo                                     | Fuenteguinaldo                                     | Fuenteguinaldo                                     | Fuenteguinaldo                                     |                                |                                |                                |
|                                | 25,8                           |                                    |                                | ROBLEDA                                            | ROBLEDA                                            | ROBLEDA                                            | ROBLEDA                                            |                                |                                |                                |
|                                | 31,3                           |                                    |                                | VILLASRRUBIAS                                      | VILLASRRUBIAS                                      | VILLASRRUBIAS                                      | VILLASRRUBIAS                                      |                                |                                |                                |
|                                | 31,7                           |                                    |                                | VILLASRRUBIAS                                      | VILLASRRUBIAS                                      | VILLASRRUBIAS                                      | VILLASRRUBIAS                                      |                                |                                |                                |
|                                | 31,7                           |                                    | 12 km                          | Puerto de Montaña                                  | Puerto de Montaña                                  | Puerto de Montaña                                  | Puerto de Montaña                                  | 12 km                          |                                |                                |
| 43,210                         |                                |                                    | 12 km                          | Puerto de Montaña                                  | Puerto de Montaña                                  | Puerto de Montaña                                  | Puerto de Montaña                                  | 12 km                          |                                |                                |
|                                | 33,3                           |                                    |                                | Río Riofrío                                        | Río Riofrío                                        | Río Riofrío                                        | Río Riofrío                                        |                                |                                |                                |
|                                | 34,6                           |                                    |                                | Peñaparda El Payo                                  | Peñaparda El Payo                                  | Peñaparda El Payo                                  | Peñaparda El Payo                                  |                                |                                |                                |
|                                | 41,3                           |                                    |                                | El Payo Navasfrías                                 | El Payo Navasfrías                                 | El Payo Navasfrías                                 | El Payo Navasfrías                                 |                                |                                |                                |
|                                | 43,210                         |                                    |                                | Puerto de Perales 860 m Cañada Real de Extremadura | Puerto de Perales 860 m Cañada Real de Extremadura | Puerto de Perales 860 m Cañada Real de Extremadura | Puerto de Perales 860 m Cañada Real de Extremadura |                                |                                |                                |
|                                | 43,210                         | Cáceres                            |                                |                                                    |                                                    |                                                    |                                                    |                                |                                |                                |